# Daniel Sternefeld
Daniel Sternefeld, né à Anvers le 27 novembre 1905 et mort à Uccle le 2 juin 1986 , est un compositeur, professeur de musique et chef d'orchestre belge.

## Biographie
Daniel Sternefeld débuta comme flûtiste à l'orchestre de l’Opéra royal flamand d'Anvers. En même temps, il prit des leçons privées de composition au Conservatoire royal de Flandre à Anvers, auprès de Renaat Veremans et de Paul Gilson. En outre, il suivit un cours de chef d'orchestre auprès de Frank van der Stucken et il participa au cours de maître de direction d'orchestre à l'Universität für Musik und darstellende Kunst (le « Mozarteum ») à Salzbourg auprès de Bernhard Paumgartner, de Clemens Krauss et d'Herbert von Karajan.
En 1935, il fut nommé chef d'orchestre à l'Opéra d'Anvers.  D’origine juive, il dut démissionner pendant la Seconde Guerre mondiale.  Cependant, avec le soutien d'amis, il put survivre dans la clandestinité à Anvers.  À l'automne de 1943, il passa plusieurs mois à la caserne Dossin à Malines, où avait été établi un camp de transit pour les camps d'extermination.  En 1948, il fut transféré à l'Orchestre symphonique de la radio belge à Bruxelles, d'abord comme chef d'orchestre adjoint et de 1957 jusqu'à sa retraite en 1970 comme chef d'orchestre principal.  Il fit également de nombreuses apparitions avec des orchestres en dehors de la Belgique.
Le prix de l'audience du Concours Reine Élisabeth de l'ancienne BRT 3 porte son nom.

## Compositions

### Œuvres pour orchestre
- 1928 Symfonische variaties (Variations symphoniques)
- 1934 Vlaamse volksliederen - suite (Chansons folkloriques flamandes), suite pour orchestre de chambre
- 1931 Elegie (Élégie)
- 1943 Symfonie in C (Symphonie en ut) 
  1. Adagio molto-Allegro impetuoso
  2. Andante
  3. Allegro agitato
- 1976 Zang en dans aan het hof van Maria van Bourgondië (Chant et Danse à la cour de Marie de Bourgogne), pour orchestre
- 1978 Halewijn
- 1979 Het hemelbed (Le Baldaquin)
- 1979 Festivitas populacia bruocsella
- 1979 Salve Antwerpia
- 1981 Rossiniazata, suite pour orchestre, d'après Gioacchino Rossini
  1. Introductie: Allegro molto vivace (Introduction)
  2. Kleine Chinese polka : Allegro brillante (Petite Polka chinoise)
  3. Inoffensive Prelude : Andantino (Prélude inoffensive)
  4. A little Thought : Allegro moderato (Un peu de réflexion)
  5. Saltarello à L'italienne : Allegretto moderato
  6. Franse Candour : Allegretto (Candeur française)
  7. A Little Pleasure Train : Allegretto (Un petit train de plaisir)
  8. Memento Homo : Andante maestoso
  9. Enough of Remembrances, Let us Dance : Allegro moderato (Assez de souvenirs, qu'on danse !)
  10. Acute Pain of the Heirs : Allegro vivace (Douleur aiguë des héritiers)
- 1982 Bruegel, (2e Symphonie), pour orchestre
- 1984 Waaier (Éventail)
- Symphonia Femina (Symphonie féminine)

### Œuvres pour orchestre à vent et cuivres
- 1954 Variaties op Broeder Jacob (Variations sur Frère Jacques), pour orchestre
- 1954 Frère Jacques, pour ensemble de cuivres (4 cors, 3 trompettes, 3 trombones, 1 tuba et percussions)
- 1983 Vijf Nederlandse liederen (Cinq Chansons néerlandaises), pour fanfare
- 1985 Vijf Nederlandse liederen uit de XVIe en XVIIe eeuw (Cinq Chansons néerlandaises des XVIe et XVIIe siècles), pour orchestre
- Divertimento, pour orchestre d’instruments à vent
  1. Allegro con spirituo
  2. Andate - cadenza
  3. Allegro giocoso
- Intrada en vier variaties op twee volksliederen (Entrée et Quatre variations sur deux chansons populaires)

### Musique de théâtre

#### Opéras
- 1934 Mater Dolorosa - première: 1935, Anvers – livret : Willem Gijssels, basé sur les contes de fées de Hans Christian Andersen, « Het verhaal van een moeder » (L’histoire d’une mère)

### Œuvres pour chœur
- 1949 A.B.V.V. Mars, marche du syndicat socialiste, pour chœur mixte

### Musique vocale
- 1938 Pierlala, pour voix et orchestre
- 1977 'K kwam lestmael door een groene wei (Je passai dernièrement par un pré vert), pour voix et harpe
- 1977 Ghequetst ben ik van binnen (Je suis blessé à l’intérieur), pour voix et harpe
- 1977 Ik zag Cecilia komen, (Je vis passer Cécile) pour voix et harpe
- A.B.V.V. Lied, chant de guerre du syndicat socialiste, pour voix moyenne et piano – paroles de M. Coole

### Musique de chambre
- 1930 Kleine burlesque nr.1, Petit burlesque pour flûte traversière, hautbois, clarinette et basson
- 1986 Blaaskwintet, quintet pour instruments à vent
- Kleine burlesque nr.2, Petit burlesque pour flûte traversière, hautbois, clarinette et basson

### Discographie
- Daniel Sternefeld : Mater Dolorosa ; Marie Therese Letorney (la mère), Lucienne Van Deyck (la nuit), Tom Sol (la mort), Catherine Vandevelde (1re naïade), Barbara Haveman (2e naïade) ; Chœur de la Radio flamande, Ensemble vocal Zeffiretti, Orchestre royal philharmonique de Flandre dirigé par Grant LLewellyn (Naxos 8.554500-01 et Marco Polo 8.225068-69).
- Daniel Sternefeld : Pierlala et Symfonie n° 1 ; Renaat Verbruggen avec l'Orchestre symphonique de la BRT-RTB dirigé par Daniël Sternefeld — Quatre interludes et la finale de l'opéra Mater Dolorosa et Symphony n° 2 ; Orchestre Philharmonique de la BRTN dirigé par Meir Minsky (Phaedra 92007).
- Daniel Sternefeld : Quatre interludes et la finale de l'opéra Mater Dolorosa, Symfonie n° 1, Elégie et Variations sur Frère Jacques ; Brussels Philharmonic dirigé par Arturo Tamayo (Flemish Connection IX = Et'cetera KTC 4029).
- Daniel Sternefeld : Symfonie n° 1, Quatre interludes et la finale de l'opéra Mater Dolorosa et Rossiniazata ; Orchestre Symphonique de Moscou dirigé par Frédéric Devreese (Naxos 8.554123).